# BC Efferen

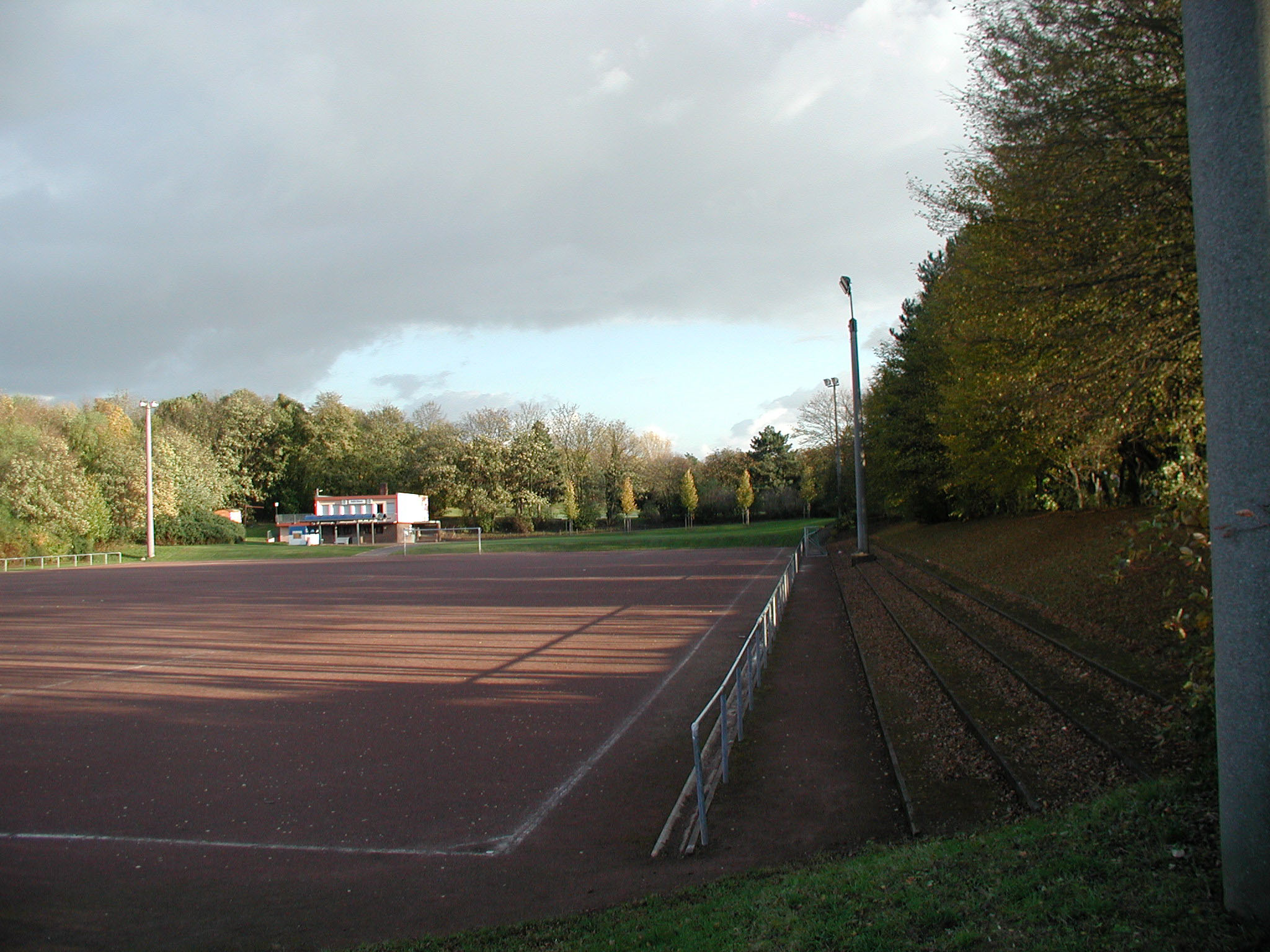
Sportplatz Efferen

Der BC Efferen (vollständig Efferener Ballspiel-Club 1920 e. V.) ist ein Fußballverein aus dem Hürther Stadtteil Efferen.

## Geschichte
Der BC Efferen wurde am 26. Dezember 1920 gegründet und ist damit der älteste Fußballverein im Gebiet der heutigen Stadt Hürth. Nach dem Zweiten Weltkrieg begann der sportliche Aufstieg der Efferener. 1947 stieg der BC Efferen in die Bezirksliga und 1952 sogar in die Landesliga auf. Die Mannschaft des BC Efferen spielte somit in der damals höchsten Amateurspielklasse des deutschen Fußballs, konnte sich jedoch nur zwei Jahre auf diesem Niveau halten. Bereits 1959 erfolgte der Wiederaufstieg in die Landesliga und 1962 stieg die Mannschaft in die Verbandsliga auf, jedoch auch vier Jahre später wieder ab. Damit setzte ein Niedergang ein, der den BC Efferen bis in die Kreisliga führte.
Einen zwischenzeitlichen Höhepunkt erlebte der BC Efferen 1977, als die erste Mannschaft den Einzug in die DFB-Pokalhauptrunde schaffte. Hier ging jedoch schon in der ersten Runde das Spiel gegen den SC Westfalia Herne verloren.

## Sportarten
Neben dem Herrenfußball mit mehreren Mannschaften und einer Kinder- und Jugendabteilung, gibt es auch eine Frauenfußballabteilung. Zudem werden im BC Efferen auch Leichtathletik und Tischtennis als Sportarten angeboten.

## Persönlichkeiten
- Jerome Assauer, begann seine Karriere in den Jugendmannschaften des BC Efferen
- Reiner Calmund, ehemaliger Manager von Bayer 04 Leverkusen, war Jugendtrainer beim BC Efferen
- Seppo Eichkorn, deutscher Fußballtrainer und ehemaliger Spieler des BC Efferen
- Alicia-Sophie Gudorf
- Matthias Hemmersbach, wechselte als erfolgreichster Torschütze des BC Efferen 1961 zum 1. FC Köln
- Lars Leese, spielte in seiner Jugend als Torwart beim BC Efferen
- Marvin Obuz